# Sphegina abrasa
Espèce
Sphegina abrasa est une espèce fossile d'insectes diptères de la famille des Syrphidae.

## Classification
L'espèce Sphegina abrasa est décrite en 1937 par le paléontologue français Nicolas Théobald (1903-1981) dans sa thèse,.

### Holotype
L'holotype et échantillon R186, de l'ère Cénozoïque, et de l'époque Oligocène supérieur ou Rupélien (33,9 à 28,1 Ma) de la collection Mieg, et conservée au Musée d'histoire naturelle de Bâle vient du gisement de Kleinkembs en Bade-Wurtemberg, sur la rive droite du Rhin,.

### Étymologie
L'épithète spécifique latine abrasa signifie « gratté ».

### Confirmation genre et sous-famille
Le genre Sphegina et la sous-famille des Cheilosinae sont réaffirmés en 1945 par l'entomologiste américain Frank Montgomery Hull (1901-1982),.

## Description

### Caractères
La diagnose de Nicolas Théobald en 1937, : 

« Insecte au corps de coloration jaune ferrugineux, la base de la tête conserve encore des traces noires ; pattes jaunes, ailes gris pâle. Tête semicirculaire, aussi large que le thorax, yeux nus, gros, saillants, de forme ovale, face déprimée ; antennes pas visibles. Thorax allongé, de forme subrectangulaire, à coins arrondis, scutellum arrondi vers l'arrière. Abdomen nettement séparé du thorax, renflé en massue, plus long que le thorax ; quatre segments visibles, le 4e plus foncé que les précédents. Corps couvert d'une fine pubescence. Pattes grêles, finement velues, fémur III renflé et portant deux rangées d'épines sur le bord postérieur. Tibia III courbe. Ailes atteignant presque l'extrémité de l'abdomen, nervation bien conservée, sauf vers le sommet de l'aile ; Sc se termine vers le milieu du bord antérieur ; R allongée ; Rs bifurqué, se relie à M par une nervure transversale ; M bifurquée, une cellule discoïdale, la branche antérieure de M se relie à Rs; Cu bifurquée, se relie à M (v. figure). ».

### Dimensions
La longueur totale est de 8 mm ; l'aile a une longueur de 5 mm.

### Affinités
« La nervation des ailes est celle des Syrphidae. Dans le g. Sphegina, le fémur tertiaire est renflé et armé d'épines, le tibia III est recourbé. Sphegina tricoloripes Brun. des Indes a des ailes de même teinte et une taille semblable, l'abdomen est de même forme, mais la teinte du corps est plus foncée.
Förster a décrit Syrphus reciprocus des marnes en plaquettes de Brunnstatt, cet échantillon est dépourvu d'ailes, il mesure 6,5 mm ; il se peut que S. reciprocus soit identique à Sphegina abrasa. ».

## Galerie
- Quelsques espèces vivantes du genre Sphegina.
- Sphegina clunipes.
- Sphegina elegans - femelle.
- Sphegina keeniana.
- Sphegina keeniana - aile.
- Sphegina montana.
- Sphegina sibirica.
- Sphegina sibirica.
- Sphegina sibirica - 55s.

### Publication originale
- [1937] Nicolas Théobald, « Les insectes fossiles des terrains oligocènes de France 473 p., 17 fig., 7 cartes,13 tables, 29 planches hors texte », Bulletin Mensuel de la Société des Sciences de Nancy et Mémoires de la Société des sciences de Nancy, Imprimerie G. Thomas,‎ 1937, p. 1-473 (ISSN 1155-1119 et 2263-6439, OCLC 786027547). .